# Церковь Пресвятой Девы Марии Лурдской (Шанхай)
Церковь Пресвятой Девы Марии Лурдской (кит. 浦东露德圣母堂) — католическая церковь, находящаяся в городе Шанхай, Китай. Церковь Пресвятой Девы Марии Лурдской является паломническим центром китайских католиков.

## История
В 1868 году французский священник построил небольшую церковь в городе Пудун (ныне является районом Шанхая), посвятив её Деве Марии. Через некоторое время число местных жителей, принявших католицизм увеличилось до тысячи человек и возникла необходимость строительства более вместительного храма. 20 апреля 1894 года началось строительство нового храма для католической общины в Пудуне. В начале 1896 года строительство храма было завершено и церковь была освящена 2 января 1896 года в честь Пресвятой Девы Марии Лурдской.
Во время культурной революции церковь Пресвятой Девы Марии Лурдской значительно пострадала. В 1958 году в ней размещался небольшой завод по производству сельскохозяйственной техники. 11 октября 1992 года храм был возвращён католической общине и в нём было возобновлено регулярное католическое богослужение.